# Cañón del Río Salgado

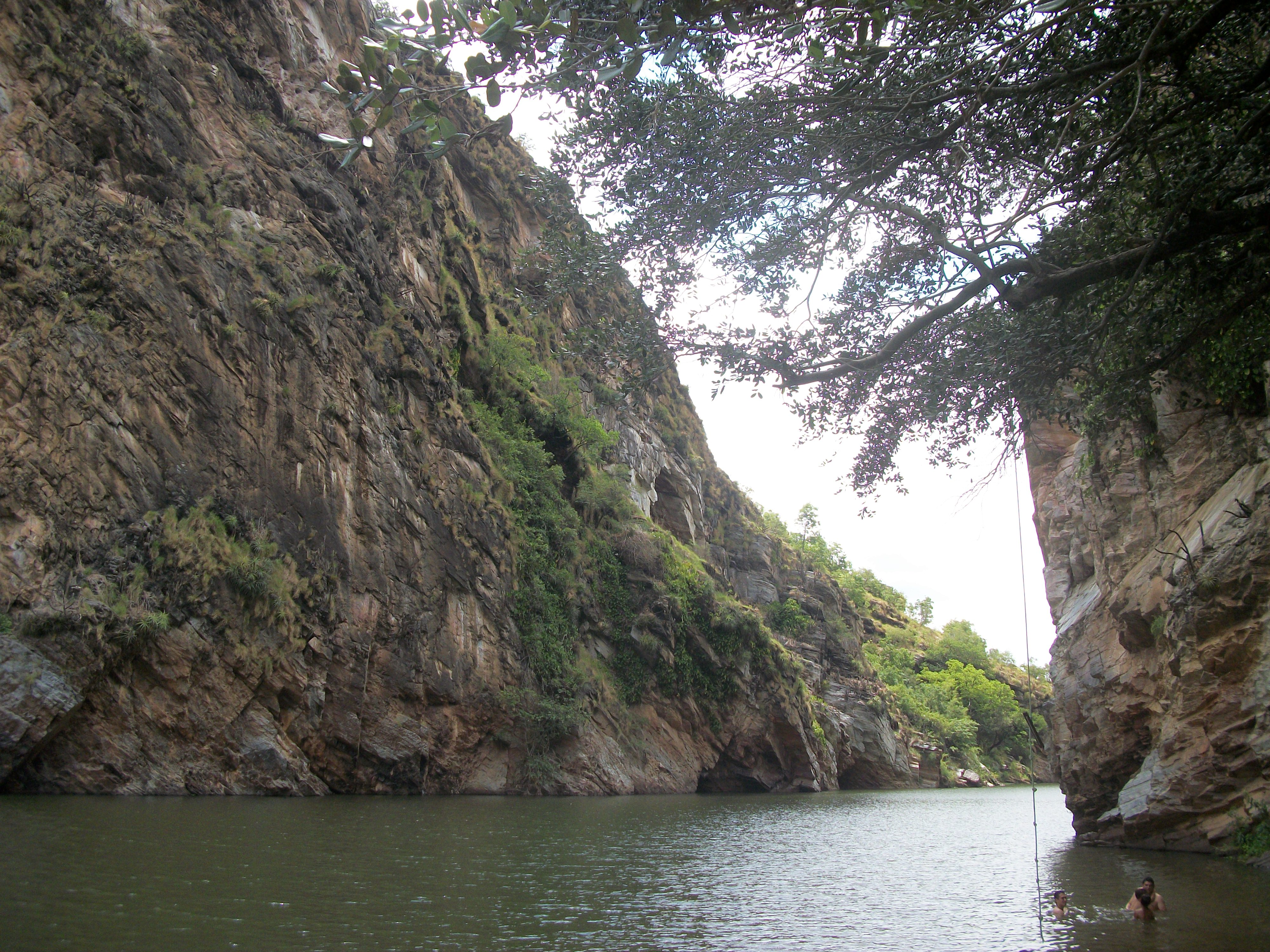
Cañón del Río Salgado, el Cañón de Lavras

Cañón del Río Salgado, también conocido como Cañón de Lavras (en portugués: Boqueirão do Rio Salgado o Boqueirão de Lavras) es una pequeña meseta en medio de la depresión sertaneja situado en Lavras da Mangabeira en el estado del Ceará. Tiene una gruta en la parte alta del mismo nombre, que está rodeada de leyendas curiosas.

## Etimología
El nombre popular en portugués Boqueirão (en español algo como Cañón) viene del hecho de que el alivio sedimentaria atascado en el sertón es una meseta residual, miles formados hace de años, y que estaba siendo erosionada por la acción de las aguas del Río Salgado, dejando un espacio a través del cual fluye el cauce del este, una especie de cañón, recordando una "boca grande" en la jerga popular.

## Flora

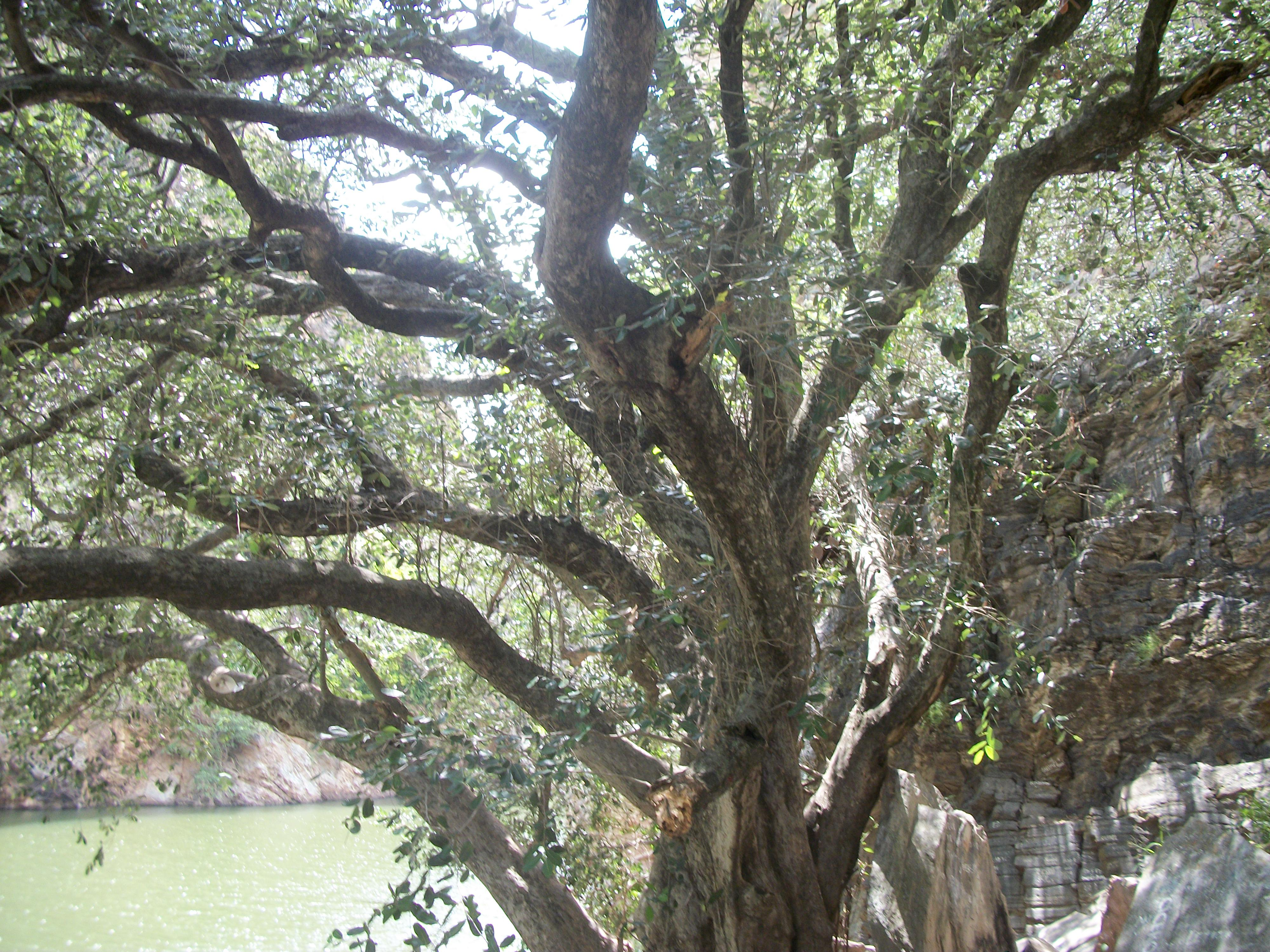
Oiticica centenaria entre las rocas del Cañón

El Cañón se encuentra en una zona de ecotono entre dos biomas: Caatinga y Cerrado. Tanto en ella como en las zonas adyacentes, ya que hay plantas comunes a ambos ecosistemas. Entre especies de plantas se encuentran más están (a continuación se enumeran algunos de los nombres populares de las especies, sin la traducción correspondiente al español): mangaba, juazeiro, pereiro, angico, pau-branco, xiquexique, imbê, gravatá, caroá (los últimos cuatro con especímenes en la parte superior de la meseta), pau-d'arco roxo, jucá, cedro-cheiroso, trapiá, cajueiro-bravo-do-campo, cajueiro, carnaúba, pinhão-bravo, braúna, peroba, mulungu, gonçalo-alves, aroeira, jacarandá-mimoso, ipê-verde, caroba-branca, guaçatonga, pau-santo, canafístula, pacoté y oiticica (incluso en la casa de baño, hay un árbol de esta especie que tiene siglos, entre las rocas).

## Turismo
El gobernador Cid Gomes, en su administración, firmó una ley el 20 de diciembre de 2011, que incluye Lavras da Mangabeira en la pista oficial de turismo del estado, cuyo buque insignia del Cañón. En el mismo año, la ciudad fue sede del VII Seminário Regional Programa Municipio Verde, que contó con la participación de los alumnos lavrenses que estudian en la Universidad Regional de Cariri, y la región, de belleza escénica y paisajística importante, puede convertirse en el área de Protección Ambiental (APA) del Cañón (Boqueirão). En Cañón puede bañarse en las aguas del Río Salgado, disfrutar del paisaje y comer platos como el pescado tradicional que se sirve a los turistas.
- Datos: Q1443733
- Multimedia: Boqueirão do Rio Salgado / Q1443733